# Quartel-General Imperial

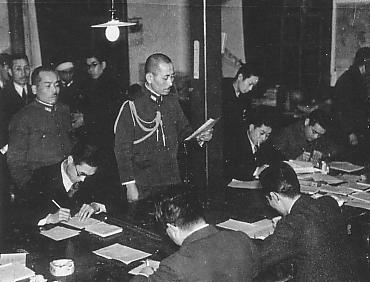
Um anúncio sendo feito por oficiais do exército japonês no Quartel-General Imperial, em janeiro de 1942.

O Quartel-General Imperial (em língua japonesa 大本営, Daihon'ei), parte integrante do Conselho Supremo de Guerra, foi estabelecido em 1893 para coordenar as ações da Marinha Imperial Japonesa e do Exército Imperial Japonês durante os períodos de guerra.

## História
O Quartel General Imperial foi estabelecido pelo Decreto Imperial 52 em 22 de maio de 1893, sob os auspícios da criação de um comando central para o Gabinete do Estado-Maior do Exército Imperial Japonês e o Estado-Maior da Marinha Imperial do Japão. O Imperador do Japão, que foi definido como Chefe de Estado e Generalíssimo das Forças Armadas Imperiais Japonesas de acordo com a Constituição Meiji de 1889 a 1945, era o chefe do Quartel General Imperial e era assistido por uma equipe nomeada pelo Imperial Japonês Exército e Marinha Imperial Japonesa.
O Quartel General do Estado-Maior Imperial era completamente independente do governo civil do Império do Japão, incluindo o Gabinete e até mesmo o Primeiro Ministro do Japão. O primeiro-ministro Itō Hirobumi foi autorizado a participar de reuniões por ordem expressa do imperador Meiji durante a Primeira Guerra Sino-Japonesa. No entanto, o primeiro-ministro Katsura Taro, apesar de seu passado militar, teve sua entrada negada nas reuniões durante a guerra russo-japonesa subsequente.
Após o Incidente de Lugouqiao em julho de 1937, o Decreto Imperial 658 de 18 de novembro de 1937 aboliu o Quartel General Imperial original, que foi imediatamente reconstituído sob o Decreto Militar 1, que deu ao novo Quartel General Imperial autoridade de comando sobre todas as operações militares durante situações de paz bem como em situações de guerra.
Em novembro de 1937, para aproximar os chefes do Exército e da Marinha de seu governo, o imperador Hirohito estabeleceu um órgão conhecido como Conferência de Ligação entre o Governo e o Quartel-General Imperial dentro do Quartel-General Imperial. As Conferências de Ligação destinavam-se a auxiliar na integração das decisões e necessidades das duas seções militares do Quartel-General Imperial com os recursos e políticas do resto do governo. Chegar a um acordo entre o Exército e a Marinha sobre o planejamento estratégico costumava ser difícil. Quando um acordo foi finalmente alcançado em uma importante questão estratégica, o acordo foi reduzido à escrita em um documento chamado Acordo Central e assinado pelos Chefes do Exército e pelo Estado-Maior da Marinha.
As decisões finais das Conferências de Ligação foram formalmente divulgadas e aprovadas nas Conferências Imperiais nas quais o Imperador Hirohito presidiu pessoalmente no Palácio Imperial de Tóquio.
Durante a Guerra do Pacífico e após o bombardeio de Tóquio, o Quartel General Imperial foi transferido para uma instalação subterrânea nas montanhas fora de Nagano.
Com a rendição do Japão, o Comandante Supremo dos Poderes Aliados ordenou a abolição do Quartel General Imperial em 13 de setembro de 1945.